# Nessi Pál
Nessi Pál (Pest, 1866. június 3. – New York, 1929. november 6.) jogi doktor, ügyvéd és országgyűlési képviselő.

## Életútja
A gimnáziumot Kaposváron és Budapesten végezte. A budapesti egyetemen 21 éves korában jogi doktor, majd államdoktor lett. Huszonhárom éves korában ügyvédi oklevelet szerzett, és ügyvédi irodát nyitott. Előbb tartalékos vártüzér-hadnagy, később tartalékos honvédtiszt lett, azonban egy botrányt követően kilépett a honvédség kötelékéből. Részt vett a főváros társadalmi életében, valamint a balatonföldvári arisztokrata fürdőtelep megalapításában, ahol telke és villája is volt. A településen megalapított egyesületnek hat éven át volt az igazgatója. Ügyvédként eleinte inkább csak polgári ügyekkel foglalkozott, később azonban bűnügyi praxist is folytatott és keresett védőügyvédként tevékenykedett a jogi pályáján. 
Politikai pályája kezdetén 1901-ben, a tabi (Somogy vármegye) kerületben függetlenségi programmal választották meg, pártja pedig mindjárt az első ülésén első jegyzőnek választotta meg. A vízügyi bizottság tagja volt.

### Képviselőházi mentelmi ügye
A magyar nacionalista közvélemény az osztrák Gott erhalte himnuszt a neoabszolutista Habsburg uralom maradványának, azaz a magyar nemzeti identitással és a magyar alkotmányos renddel összeegyeztethetetlen szimbólumnak tekintette. A magyar szabadságharc utáni megtorló kivégzéseket hivatalos katonai szabályok szerint, a császári himnusszal (Gott erhalte) fejezték be, a különféle társadalmi ünnepeken szintén az osztrák himnuszt  hallgatták meg. 
1901-ben hármas választási küzdelem után nyerte el a tabi kerület mandátumát. Nessi, mint egészen fiatal pesti ügyvéd, ahhoz az ellenzéki ifjusághoz tartozott, amelynek Krasznay Ferenc, Lengyel Zoltán és Papp Zoltán voltak a vezérei. 
1902 októberében a képviselőház küldöttségével Kossuth Ferenc, Barabás Béla, Papp Elek, Benyovszky Sándor, Lengyel Zoltán és Babó Mihály´képviselőkkel együtt, Nessi is Kolozsvárra utazott Fadrusz János lovasszobrának felavatása alkalmából rendezett ünnepségre, de a hivatalos ünnepi eseményen a fellépésével kulturális botrányt okozott. 
Az egységes magyar nemzet himnuszának kérdése először 1901-ben vetődött fel a magyar parlamentben, amikor Rátkay László  a pincehelyi kerület ellenzéki képviselője, az Egyenlőségi Kör elnöke és a »Gyere haza Kossuth Lajos« című népszerű dal szerzője interpellációjában tiltakozott amiatt, hogy „egy magyar nemzeti ünnepélyen miért zendűl meg elsőnek az osztrák néphimnusz. Nem volt itt az osztrák császár; és ha még itt is lett volna az osztrák császár: mivel egyúttal magyar király is, ott van a magyar hymnusz, üdvözöljük azzal.” A nemzeti érzés átformálta a magyar közösség kulturális emlékezetét és Nessi Pál botrányos ügye beindított egy folyamatot a magyar nemzeti himnusz intézményesülésének törvénykezési folyamatában. 1903. április 23-án  Rátkay László   függetlenségi párti képviselő törvényjavaslatot nyújtott be (384. sz. iromány), melyben a magyar nemzet himnuszául a Kölcsey Ferenc által írt és Erkel Ferenc által megzenésített verset javasolta, a verset és a kottát is mellékelte a törvényjavaslathoz. A közbeszédben megjelent ezzel kapcsolatban a kritika is. Eötvös Károly Pesti Hírlapban megjelent tárcájában, az egyébként műfaja szerint ima és fohász zenéjét is kifogásolta. Erkel zenéje szerinte „zsoltáros jellegű, sehogy se lelkesítő s nem is magyar”, és „van némi visszarémlés Haydn Gotterhalte zenéjére”.
A törvényjavaslatot azonban I. Ferenc József magyar király nem szentesítette, így hatályba sem lépett. 
1902. október 12-én délelőtt tíz órakor Kolozsvár főterén, a Mátyás-szobor felavatásakor tüntetést rendezett, amelyen az osztrák-magyar közös hadsereg zenekara, az előírások szerint, József Ágost főherceg megjelenésekor a  Gott erhalte  kezdetű zeneművet, Joseph Haydn népdalból komponált művét, az Osztrák Császárság himnuszát kívánta eljátszani. Mint később a híradások írták „Egyetlen nemzeti királyunk ünnepén is felcsendült tudvalévően ez a nemzeti önérzetünket sértő nóta.”  Emiatt megszerveztek egy tüntetést úgy, hogy a Kossuth-nótát fogják énekelni. Nessi Pál tanácsára azonban ettől elálltak és abban állapodtak meg, hogy a tüntetést olymódon rendezik, hogy  Kölcsey és Erkel »Himnusz«-át, majd a Szózatot fogják énekelni, ami úgy is történt. Amikor az összegyűltek belefogtak a Szózatba, aközben megérkezett a rendőrség, és szétoszlatta a tüntetést.

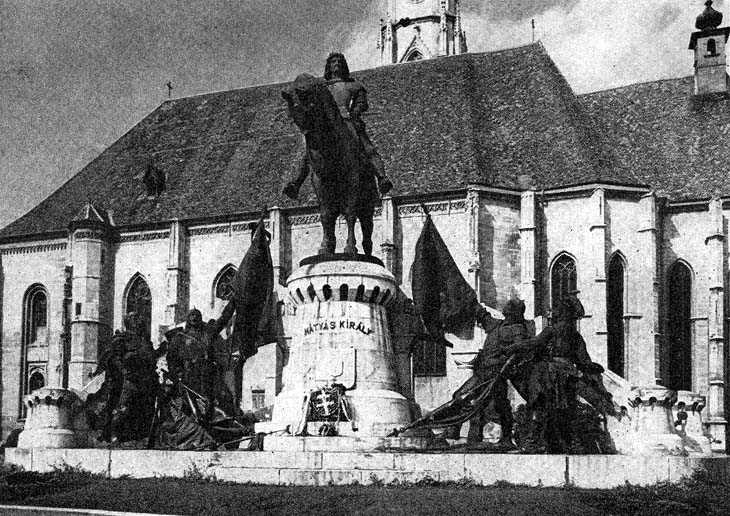
Mátyás király emlékműve Kolozsváron, még az eredeti királyi hollós címerrel díszített talapzatán (1920)

Az utcán a rendőrök Nessit és néhány őt követő társát kardlapozni kezdték. Nessi ellen hadbirósági eljárás indult. Megfosztották tartalékos tiszti rangjától is.
A rendőrök által kardlapozott Nessi a mentelmi jogának sérelmét abban látta, hogy ellene a  19. honvéd gyalogdandár becsületügyi választmánya a becsületügyi eljárást megindította anélkül, hogy előzőleg ehhez a képviselőház engedélyét kikérték volna. Nessi saját beszámolója szerint "a magyar nemzeti himnusz hangjaival elfojtottuk a Gott erhalte gyűlölt hangjait" (Képviselőházi Napló 1902. okt. 15. 65. oldal). A képviselőházi vita során hangos volt a terem a bekiabálásoktól, Nessi igazsága mellett tüntetve: »Éljen Nessi!« »Abczug hóhérnóta!«. Batthyány Lajos kivégzésénél is, és a vértanúk kivégzésénél Aradon is, a katonazenekarok eljátszották regulájuk szerint a Gott erhalte zenéjét, amit a nép hóhérnótának nevezett.
A képviselőház november 10-én tartott ülésén újra szóba került Nessi Pál mentelmi ügye és ismét „nagy forrongást” okozott a függetlenségi képviselők között. A mentelmi bizottság  végül 1902. november 14-én kimondta, hogy a képviselői mentelmi jogot nem látja megsértve. A mentelmi ügy vitájában Nessi párttársai úgy érveltek, hogy a képviselő hazafias és jó tanácsot adott az ifjúságnak, ami ugyan ellentétben lehet a katonai szabályokkal, de azok nem lehetnek ellentétben a nemzet érzelmeivel. 
Az esetet követően feléledt politikai viharok okozták a nagy parlamenti obstrukciót, a magyar nemzeti himnusz ügye körül a képviselőházban 1901 és 1905 között. A bírósági tárgyaláson Nessi így védekezett: „már a honvédségnél sem akarják megtűrni azt, hogy az atilla alatt hazafias szív dobogjon, és ezennel kijelentem, hogy hadnagyi rangomról lemondok, és ezen indokolt lemondásomat írásban benyújtom”. Ezután a kardját a katonai becsületbíróság plenáris ülésén egy hazafias beszéd kíséretében az asztalra dobta. Ezt követően a lemondását elfogadták.
A tabi, majd az udvardi kerület mandátumát megszerező függetlenségi képviselő, minden pénzét a politizálásra költötte, a váltóadósságait nem tudta rendezni és fizetésképtelensége miatt konfliktusba került a törvénnyel. 
1903-ban a későbbi Galilei Körös Ady Endre a Nagyváradi Naplóban megjelent cikkeiben Nessit »nyafogó«, »patent-mártír« jelzőkkel gúnyolta ki. Ady úgy vélte, hogy a sokféle etnikumú Magyarországon nem lehet megélni a magyar hazafiságot a Nessi által preferált „magyar kultúrfölény” keretei között. Mint írta: „Megölnek bennünket a haza nevében. Betapasztják szemünket, s bevattázzák fülünket. Extra Hungariam non est vita… A haza nevében bedugaszolt lelkű embereket adnak a szegény hazának”. Egy levelében így panaszkodott egyik ismerősének: „Ez a piros-fehér-zöld özönvíz még azt a kevés kultúrát is megemészti, ami volt ebben az országban. Szomorú itt élni, hol a Nessi Pálok a hatalmon s Pósa Lajosok az írók.”

A harciasságáról ismert Nessi beszédei az Országgyűlési Naplókban találhatóak.

### Élete és halála Amerikában
A kormány segítséget nyújtott neki, hogy kivándorolhasson Amerikába. A Vendéglősök Lapja később arról adott hírt, hogy Nessi, miután mint csokoládégyári munkás nem tudott boldogulni — beállt Udvardy Ferenc New York-i korcsmájába pincérnek, de nem számoló, hanem étel és italhordó pincérnek.  1904-ben, mint mezőgazdasági egyéni gazdálkodó, farmerként kezdett új életet. De ott sem boldogult. Sokáig Híradó címmel magyar hetilapot szerkesztett, majd tüdőbaja miatt visszavonult az amerikai magyar közszerepléstől is. Tüdőbaja és melankóliája annyira aláásták a szervezetét, hogy 1929 novemberében kétszobás lakásában kinyitotta a gázcsapot és így ölte meg magát. A szobájába benyitó takarítónője találta meg a padlón heverő testét.